# Thecacera
Thecacera is een geslacht van zeeslakken, in het bijzonder zeenaaktslakken, mariene weekdieren in de familie mosdierslakken (Polyceridae).

## Soorten
- Thecacera boyla Willan, 1989
- Thecacera darwini Pruvot-Fol, 1950
- Thecacera pacifica (Bergh, 1884)
- Thecacera pennigera (Montagu, 1813) = Gestippelde mosdierslak
- Thecacera picta Baba, 1972
- Thecacera vittata Yonow, 1994

Niet geaccepteerde soorten:
- Thecacera capitata Alder & Hancock, 1854 geaccepteerd als Polycera quadrilineata (O. F. Müller, 1776)
- Thecacera inhacae MacNae, 1958 geaccepteerd als Thecacera pacifica (Bergh, 1884)
- Thecacera lamellata Barnard, 1933 geaccepteerd als Thecacera pennigera (Montagu, 1813)
- Thecacera maculata Eliot, 1905 geaccepteerd als Thecacera pennigera (Montagu, 1813)
- Thecacera velox Cockerell, 1901 geaccepteerd als Trapania velox (Cockerell, 1901)
- Thecacera virescens Forbes & Hanley, 1851 geaccepteerd als Palio nothus (G. Johnston, 1838)

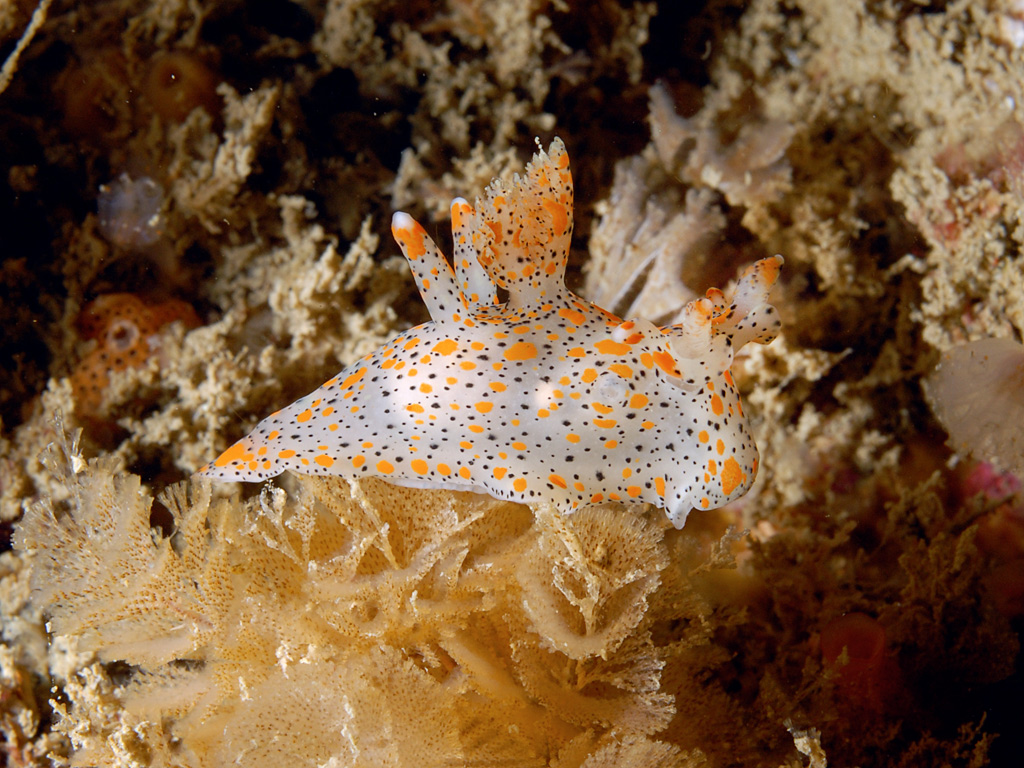
Gestippelde mosdierslak
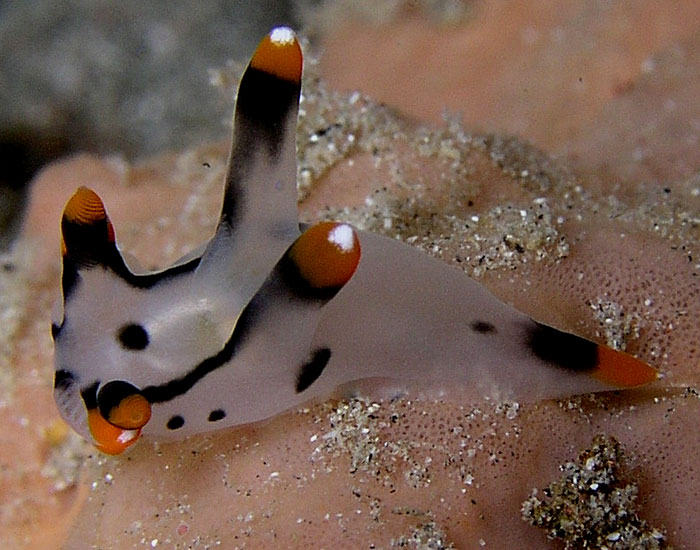
Thecacera picta
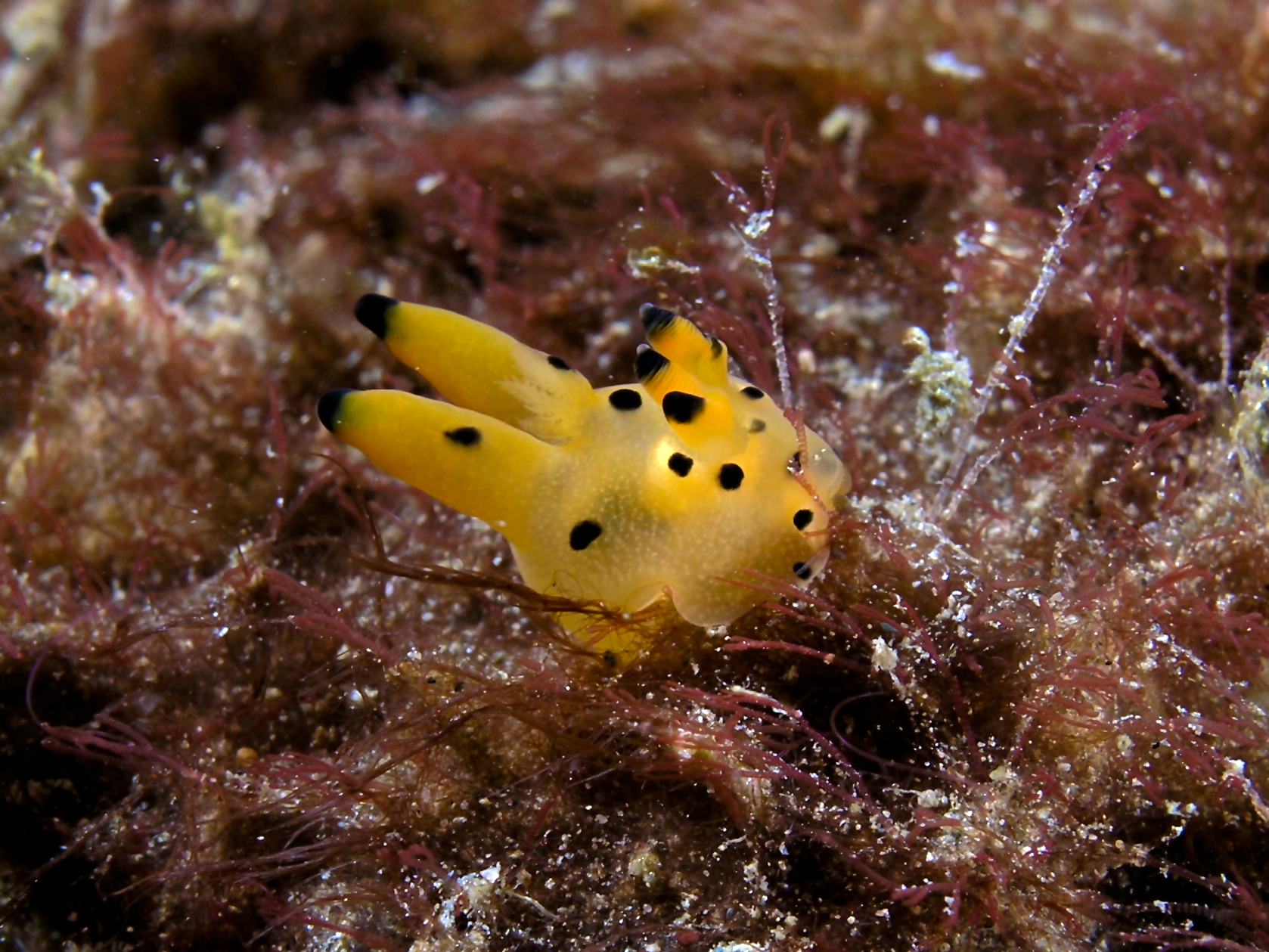
Rudman's Thecacera